# ვ
Vini (asomtavruli Ⴅ, nuskuri ⴅ, mkhedruli ვ, mtavruli Ვ) là chữ cái thứ 6 trong bảng chữ cái Gruzia.
Trong hệ thống chữ số Gruzia, ვ có giá trị là 6.
ვ thường đại diện cho âm xát môi hữu thanh Lỗi Lua trong Mô_đun:IPA tại dòng 52: invalid option '%T' to 'format'., giống như cách phát âm của ⟨v⟩ trong "vine".

## Chữ cái
| asomtavruli | nuskuri | mkhedruli |
| ----------- | ------- | --------- |
|             |         |           |

## Mã hóa máy tính
| asomtavruli | nuskuri | mkhedruli |
| ----------- | ------- | --------- |
| U+10A5      | U+2D05  | U+10D5    |

## Chữ nổi
| mkhedruli |
| --------- |
|           |